# Kustwachttoren van Huisduinen

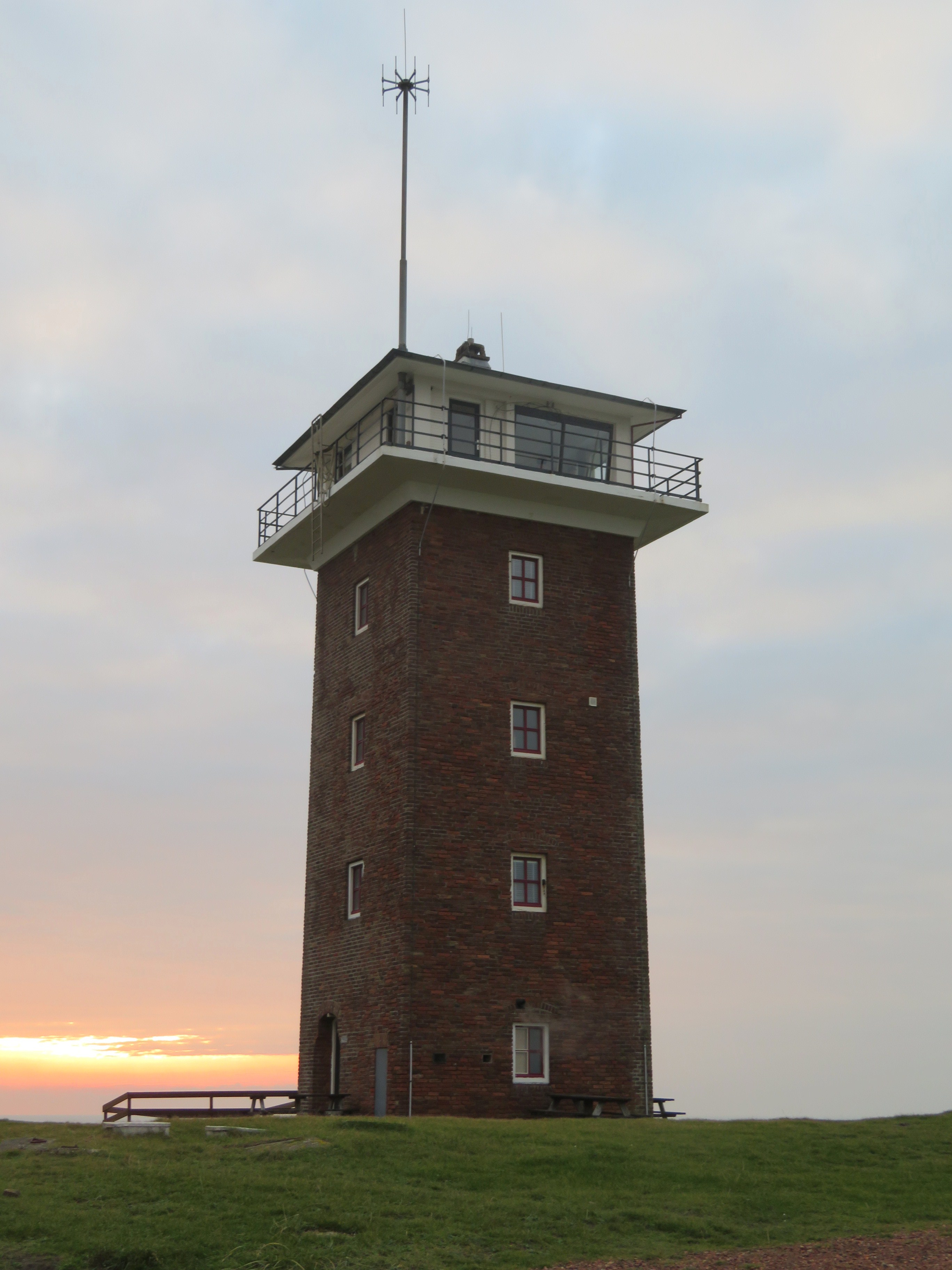
Kustwachttoren van Huisduinen

De Kustwachtoren van Huisduinen is een vierkante 18 meter hoge bakstenen toren op de zeedijk in Huisduinen in de Nederlands provincie Noord-Holland. Het werd gebouwd tussen 1948 en 1949 en verving een ijzeren uitkijktoren voor de kustwacht.
Direct na de oplevering werd achter een raam op de derde verdieping een licht ontstoken. Dit vormde samen met de vuurtoren Kijkduin een lichtenlijn voor het scheepvaart over het Schulpengat. In 1966 is de lichtenlijn verplaatst naar Texel, waar drie schijnwerpers op de torentrans van de Hervormde kerk in Den Hoorn het hoge licht gingen vormen. Sindsdien brandde er alleen nog een sectorlicht aan de zuidwestzijde van de toren. Dit licht is in 2013 gedoofd.
De toren is tot 1990 in gebruik geweest als kustwachtpost. De toren is een gemeentelijk monument en is tegenwoordig in gebruik als exclusief eenkamerhotel.